# Codon schenckii
Codon schenckii är en strävbladig växtart som beskrevs av Schinz. Codon schenckii ingår i släktet Codon, och familjen strävbladiga växter. Inga underarter finns listade i Catalogue of Life.